# 伊東恵里
伊東 恵里（いとう えり、1963年11月16日 - ）は、日本の女優、声優、歌手。神奈川県出身。オフィス・エイツー所属。近年は、伊東 えり名義で活動している。ELINBA株式会社代表。

## 略歴
合唱団を主宰していた母の影響で、2歳の時に歌い手として初舞台に立つ。また、4歳よりモダンバレエを始める。
ひばり児童合唱団への入団を経て、武蔵野音楽大学声楽科卒業。卒業後は劇団四季に約1年間在籍し、『夢から醒めた夢』にマコ役などで出演する。
その後、数々のミュージカルへ出演。東宝ミュージカル『ミス・サイゴン』の初演ではケガで降板した本田美奈子の代役としてヒロインのキムに抜擢された。また、ディズニー作品の日本語吹き替えにも多く参加している。
2001年には『ルルドの奇跡』のベルナデット役で、東京芸術劇場ミュージカル月間優秀賞を受賞。
近年はコンサートやミュージカルへ出演する他、養成学校の講師、合唱団の運営などを中心に活動している。

## 人物
趣味は温泉めぐりとゴルフ。
『美女と野獣』では、プリンセスであるベルの吹替を長年担当していた事で知られる。伊東によると、公開当時はディズニープリンセスへの世間の注目度が低かったため重要な作品に参加しているという実感が無かったが、近年になって人気になり、自身がベルの声優だと知った観客からの反響が大きくなったとしている。また、1度プリンセスを演じると他のディズニープリンセスを演じることは認められていないが、旧知のスタッフの要請を受けて『ムーラン』などプリンセスの歌唱部分を担当したこともあった。
2018年公開の「シュガー・ラッシュ：オンライン」よりベル役を平川めぐみに2代目交代したことを発表した。

## 出演作品
太字は主演、もしくはメインキャラクター。

### 吹き替え
- ハウス・オブ・マウス（ベル）
- 美女と野獣（ベル）
- 美女と野獣 ベルの素敵なプレゼント（ベル）
- 美女と野獣 ベルのファンタジーワールド（ベル）
- ムーラン（ムーラン）※歌唱部分のみ
- ムーラン2（ムーラン）※歌唱部分のみ
- ワンス・アポン・ア・スタジオ -100年の思い出-（ムーラン）※歌唱部分のみ
- ウィッシュ
- メリー・ポピンズ（メリー・ポピンズ）※ソフト版・歌唱部分のみ
- X-MEN2（サイリーン／ショーナ・ケイン）

### ゲーム
- キングダム ハーツII（ベル）
- Kinect: ディズニーランド・アドベンチャーズ（ベル）

### テレビ番組
- ときめき夢サウンド（NHK総合テレビ）
- 音楽・夢コレクション（NHK総合テレビ）
- うれしたのし大好き（フジテレビ）
- エンタメサーチバラエティ プレミアの巣窟＜Mナイト＞ （フジテレビ　2014年7月7日）
- ニンゲン観察バラエティ モニタリング（TBS　2022年4月7日、2022年5月26日、2022年8月4日）

### 舞台
- 夢から醒めた夢 - マコ
- ルルドの奇蹟（ミュージカル座） - ベルナデット（主演）
- ミス・サイゴン - キム （本田美奈子が公演中に足を怪我した際の代役として出演）
- プーラ・ルークス〜ほんとうの光〜 - ルーナ、歌唱指導　神奈川県 / 相模女子大学グリーンホール／多目的ホール 2022年11月11日～2022年11月13日予定

### 歌手
- 『ツバサ・クロニクル オリジナルサウンドトラック』 ボーカルとして参加
- めざましクラシックス  ボーカルとして参加
- 『トラップ一家物語』主題歌
- 静岡市歌『わたしの街 静岡』歌唱
- セガサターン用ソフト『AZEL -パンツァードラグーン RPG-』 エンディングテーマ「Sona Mi Areru Ec Sancitu―其は聖なる御使いなりや―」
- Xbox用ソフト『パンツァードラグーン オルタ』 エンディングテーマ「Anu Orta Veniya」
- 『オーバー・ザ・ウェイブ』（東京ディズニーシーのエンターテイメント、2006年7月14日〜2010年9月8日）スー役
- 『美女と野獣“魔法のものがたり”』（東京ディズニーランドのアトラクション）ベル役[注 1]

### その他
- すずかけ児童合唱団にて、歌・踊りの指導
- 自身の発声法をもとに開発した発声メソッド「Heart Beat Singing」DVDを制作
- 少年コーラスユニット「ソプラノ♪７ボーイズ」をプロデュース